# Montgomery Clift
Edward Montgomery Clift (Omaha, 17 ottobre 1920 – New York, 23 luglio 1966) è stato un attore statunitense.
Dopo essere stato da adolescente una star nei teatri di Broadway fra gli anni trenta e quaranta, esordì a Hollywood nel 1946 nel film Il fiume rosso, diventando in breve tempo un attore apprezzato e molto richiesto, per la sua recitazione moderna e sensibile che gli fece ottenere in pochi anni tre candidature al premio Oscar (per le sue interpretazioni nei film Odissea tragica di Fred Zinnemann nel 1948, Un posto al sole di George Stevens del 1951 e Da qui all'eternità di Fred Zinnemann del 1953). La sua profonda amicizia con l'attrice Elizabeth Taylor, con cui girò tre film, fu un elemento centrale nella sua vita.
Nel 1956, all'apice del successo, un grave incidente d'auto interruppe momentaneamente la sua carriera, che però proseguì poco dopo con altri ruoli celebri (nei film I giovani leoni di Edward Dmytryk nel 1958, Improvvisamente, l'estate scorsa di Joseph L. Mankiewicz nel 1959, Gli spostati di John Huston nel 1961) e un'ulteriore candidatura al premio Oscar come miglior attore non protagonista per il film Vincitori e vinti di Stanley Kramer (1962). I molteplici problemi di salute, la dipendenza dai farmaci e l'alcolismo segnarono l'ultima parte della sua vita; morì per un attacco cardiaco nel 1966, a 45 anni.
Insieme a Marlon Brando e James Dean, Montgomery Clift è considerato fra i "ribelli" della Hollywood anni cinquanta, gli attori che con la loro recitazione innovativa basata sul metodo dell'Actors Studio contribuirono a rinnovare il cinema americano, influenzando tutta una generazione di attori.

## Biografia
Proveniente da una famiglia agiata di Omaha, nel Nebraska (la stessa città che quattro anni dopo darà i natali anche a Marlon Brando), era figlio di William Brooks Clift detto Billy (1886-1964), all'epoca vicepresidente dell'Omaha National Trust Company, e di Ethel Anderson Fogg detta Sunny (1888-1988), discendente illegittima di una famiglia altolocata da cui cercò per tutta la vita di essere riconosciuta. Clift aveva una sorella gemella, Roberta poi chiamata Ethel (1920-2014), e un fratello maggiore di un anno, William Brooks Jr (1919-1986). Per parte materna, era parente di Robert Anderson e Montgomery Blair.
La madre Sunny volle dare ai figli un'educazione di alto rango, affidando la loro istruzione a dei tutori privati; come i fratelli, Clift durante l'infanzia ricevette una solida formazione culturale, soggiornando più volte in Europa (in Francia, Svizzera, Germania e Austria), visitando città, frequentando teatri e musei e imparando il francese, il tedesco e anche l'italiano. Dopo la crisi del 1929, la famiglia ebbe però dei rovesci finanziari e nel 1931 si trasferì dapprima a New York e l'anno seguente in una modesta abitazione a Sarasota in Florida. Poco interessato agli studi scolastici, all'età di tredici anni debuttò in teatro, in una produzione amatoriale intitolata As Husbands Go, e, incoraggiato dalla madre, decise di dedicarsi alla recitazione.

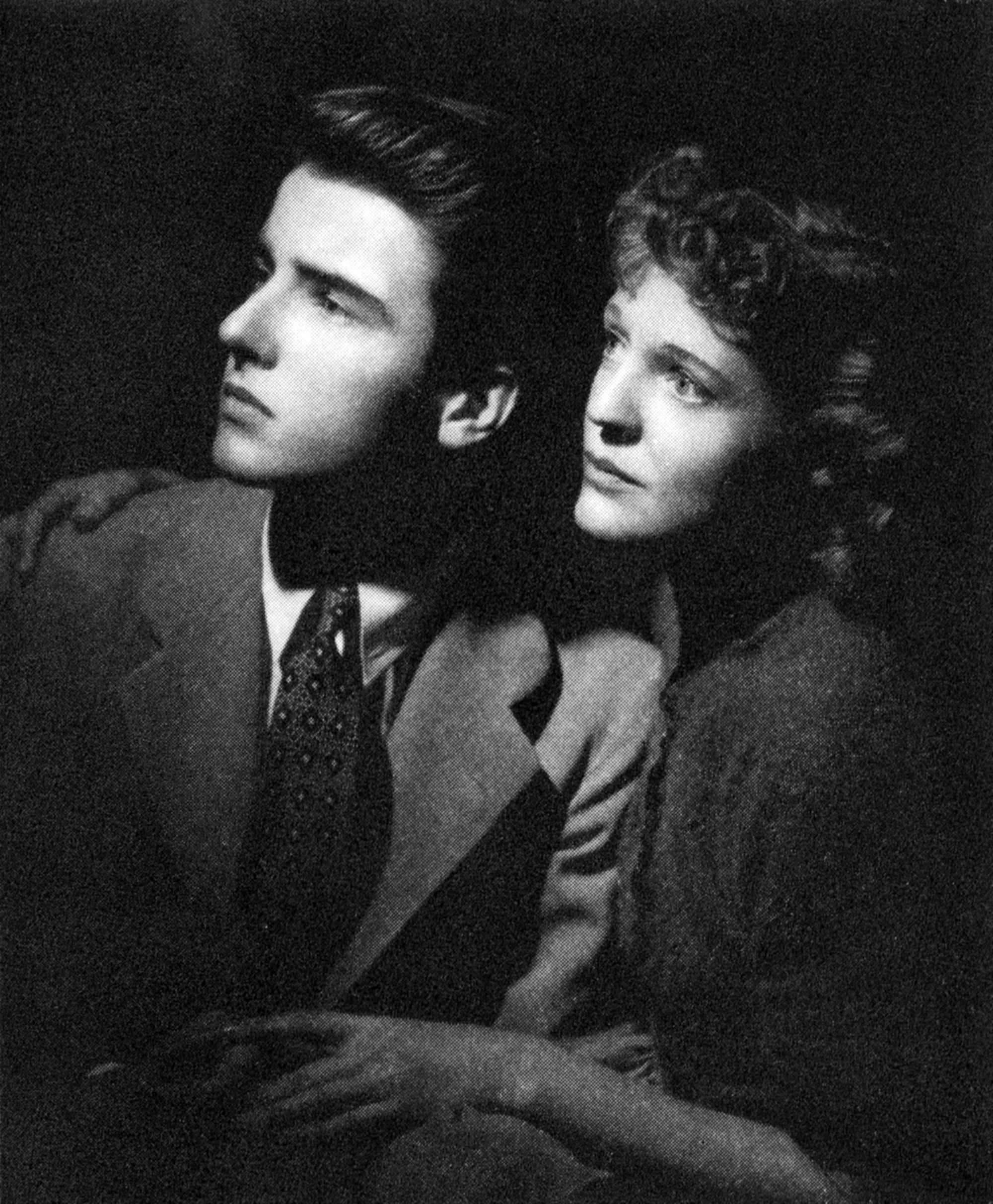
Montgomery Clift nel 1938 insieme all'attrice Lois Hall in una foto promozionale per lo spettacolo Dame Nature a Broadway

### Carriera

#### Il teatro a Broadway (1935-1945)
La famiglia successivamente si ristabilì a New York e Sunny si dedicò con grande impegno alla carriera del figlio, accompagnandolo personalmente ai provini, raccomandandolo ai registi e facendogli da manager, con una presenza che Clift anni dopo giudicherà ossessiva e soffocante. Dopo aver lavorato come modello bambino per la nota agenzia John Robert Powers, nel 1935 Clift fu scritturato a Broadway, debuttando a soli quattordici anni nello spettacolo Fly Away Home, guadagnandosi da subito l'interesse della critica; confermò il suo talento recitando in lavori di Thornton Wilder, Lillian Hellman e Tennessee Williams (di cui diventerà amico) e dividendo ben presto il palcoscenico con mostri sacri dell'epoca come Tallulah Bankhead, Fredric March, Alla Nazimova. A soli diciassette anni, con la sua acclamata interpretazione in Dame Nature (1938) di Patricia Collinge, divenne la più giovane star di Broadway. Nel 1939, come membro del cast della commedia di Noel Coward Hay Fever, apparve in una delle prime trasmissione televisive americane della NBC. L'anno seguente venne scelto dalla celebre coppia del teatro newyorkese Alfred Lunt e Lynn Fontanne per il lavoro There Shall Be No Night di Robert E. Sherwood, che, con un anno e mezzo di repliche, fu la consacrazione definitiva della sua carriera d'attore teatrale.
Per dieci anni fu uno degli attori teatrali più promettenti e apprezzati di New York. Continuò a recitare anche durante gli anni della guerra, essendo stato esentato a causa della sua amebiasi contratta durante un viaggio in Messico nel 1939, una delle numerose patologie che lo affliggeranno negli anni a venire; pur non avendo prestato servizio militare, tuttavia, nel corso della sua carriera verrà chiamato a recitare in almeno cinque film ambientati in scenari di guerra. A Boadway conobbe l'attrice e insegnante di recitazione Mira Rostova, con cui strinse amicizia e che avrà un ruolo centrale nella carriera dell'attore, diventando la sua coach di recitazione anche sui set cinematografici. Nel 1943 riuscì finalmente ad andare a vivere da solo, sottraendosi così alla presenza ingombrante di sua madre.
A 25 anni Clift, seppur riluttante, accettò infine di recarsi a Hollywood, dove diversi produttori l'avevano già notato da tempo, inviandogli numerosi copioni, come quelli de Le avventure di Tom Sawyer o La signora Miniver, che l'attore aveva puntualmente rifiutato. Nonostante le varie proposte, fra cui un allettante contratto settennale con la MGM, non volle firmare subito un contratto in esclusiva, come era consueto a quei tempi; consapevole delle proprie potenzialità, preferì temporeggiare, fiducioso di poter ottenere maggior potere contrattuale in seguito. Infine accettò l'offerta di Howard Hawks, noto scopritore di talenti (aveva già lanciato Carole Lombard e Lauren Bacall) che aveva intuito le potenzialità del giovane attore, firmando un’impegnativa di soli 6 mesi per un unico film.

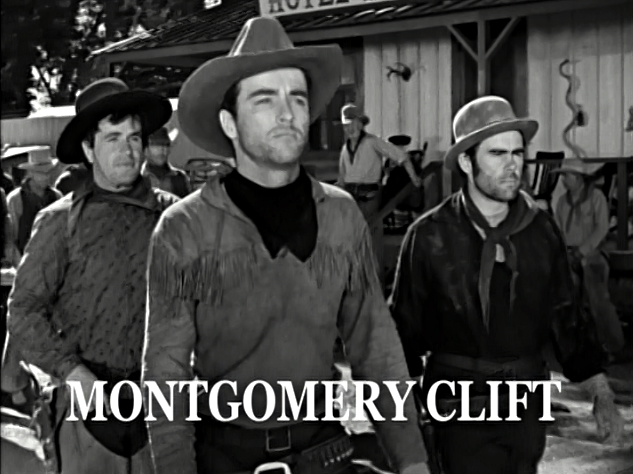
Montgomery Clift nel trailer del film Il fiume rosso (1948)

#### Gli esordi a Hollywood (1946-1951)

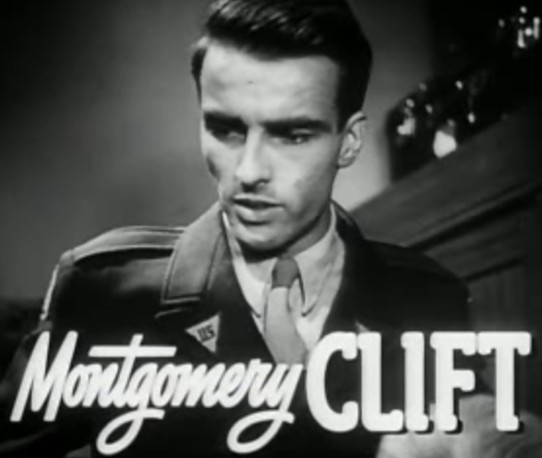
Montgomery Clift nel trailer del film Odissea tragica (1948)

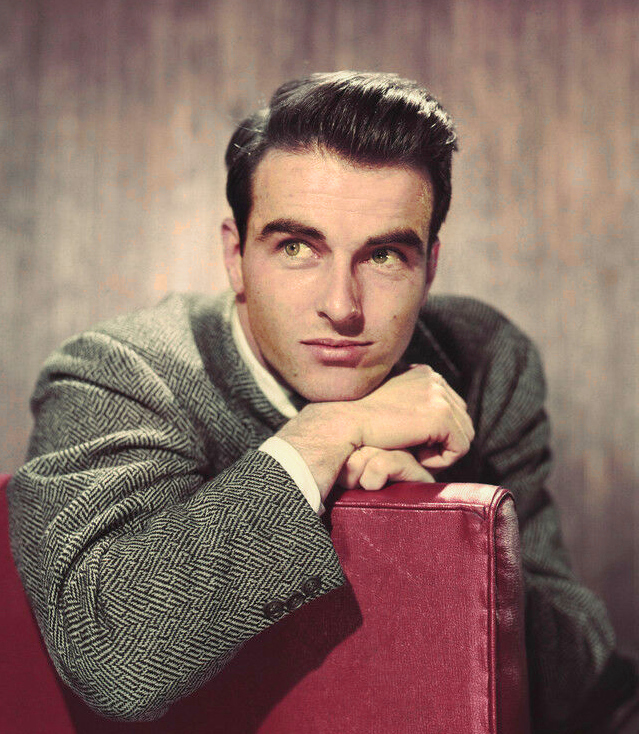
Montgomery Clift in una foto pubblicitaria degli anni quaranta

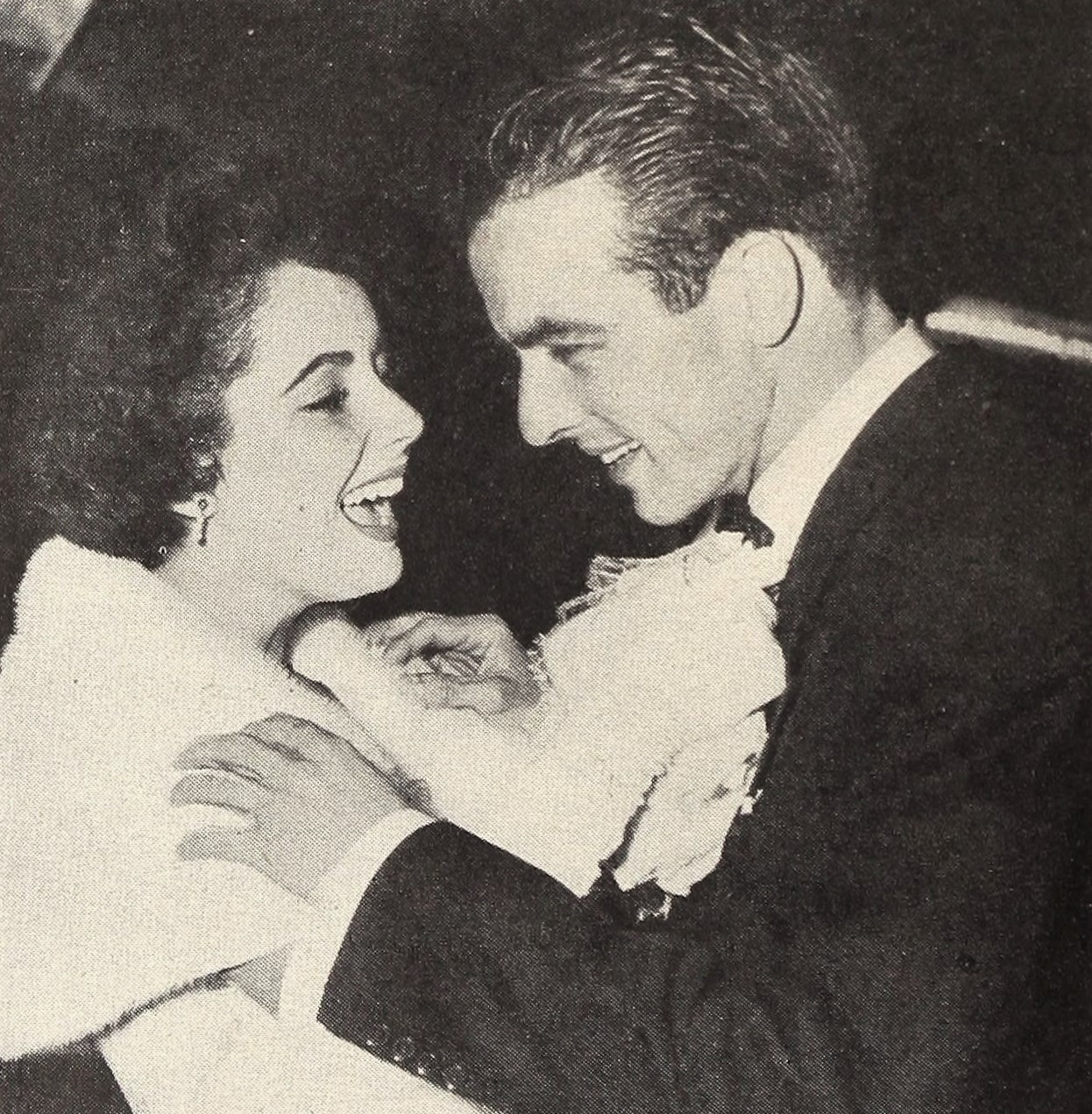
Elizabeth Taylor e Montgomery Clift nel 1949

Il suo debutto cinematografico avvenne quindi nel western Il fiume rosso, diretto da Hawks, girato nel 1946 (ma uscito sugli schermi solo due anni dopo) accanto a John Wayne; Clift dovette affrontare un ruolo completamente diverso da quelli a cui era abituato a teatro e si impegnò molto, imparando anche a cavalcare. I rapporti con il celebre collega non furono molto cordiali per le enormi differenze di carattere fra i due, ma Wayne riconobbe il talento del giovane partner.
Finite le riprese Clift tornò a New York, ma subito dopo si recò a Zurigo per girare Odissea tragica, un film drammatico di ambientazione bellica diretto dal giovane regista austriaco Fred Zinnemann. Clift si fece accompagnare dalla sua coach Mira Rostova e insieme rimaneggiarono gran parte del copione per rendere i dialoghi più efficaci, mandando il produttore su tutte le furie (ma poi la sceneggiatura venne premiata agli Oscar). Tornato a New York, nell'ottobre del 1947 Clift venne invitato da Elia Kazan a frequentare per qualche mese l'Actors Studio, che era stato fondato da poco; fra i suoi colleghi di corso c'era Marlon Brando, e i due iniziarono un rapporto fatto di competizione e ammirazione reciproca, che andrà avanti nel corso degli anni. All'Actors Studio conobbe anche il danzatore e coreografo Jerome Robbins, con cui iniziò una relazione durata due anni, terminata nel 1950 quando l'attore decise di trasferirsi a Hollywood.
Odissea tragica, uscito nel 1948, gli fece ottenere la prima candidatura agli Oscar e lo fece conoscere al grande pubblico: la sua interpretazione del militare Ralph Stevenson apparve così realistica che molti pensarono fosse un autentico soldato prestato al cinema Poco dopo uscì anche Il fiume rosso, che impressionò pubblico e critica e ottenne due candidature all'Oscar, e Clift divenne di colpo una star. Ottenuta visibilità e riconoscimenti, l'attore accettò di firmare un contratto con la Paramount, ma solo per tre film, ottenendo anche ampia discrezionalità sui copioni da scegliere e la libertà di girare film anche con altre case di produzione.
Il primo film interpretato per la Paramount fu il dramma in costume L'ereditiera (1949) di William Wyler, nel ruolo dell'avido cacciatore di dote Morris Townsend. Clift fu preferito ad Errol Flynn, prima scelta del regista, per la sua recitazione più raffinata, e prese lezioni di pianoforte per la scena in cui suona Plaisir d'amour alla sua partner sullo schermo, Olivia de Havilland; tuttavia i rapporti con quest'ultima e con il regista non furono dei migliori e questa volta non gli fu concesso di modificare le battute del suo personaggio, che avrebbe voluto rendere meno stereotipato. Deluso dal risultato, Clift disertò anche l'anteprima, tuttavia la sua interpretazione venne apprezzata, soprattutto dal pubblico femminile, e l'attore iniziò a ricevere lettere dalle ammiratrici.
Dopo che ebbe rifiutato, poco prima delle riprese, il ruolo principale in Viale del tramonto (poi andato a William Holden), la Paramount rescisse il contratto. Nell'estate del 1949 Clift volò a Berlino per interpretare, nuovamente nei panni di un militare, il sergente Danny MacCullough nel film La città assediata (1950) di George Seaton, un instant-movie che raccontava l'Operazione Vittles appena conclusa.
Fu in questo periodo che la dipendenza di Clift dall'alcool, che lo affliggerà per tutta la vita, cominciò ad essere evidente; i suoi amici più intimi - fra cui l'attore Kevin McCarthy e sua moglie Augusta Dabney - lo convinsero ad andare in terapia e l'attore iniziò quindi un percorso di psicoanalisi con il dottor William Silverberg di New York, che si protrasse per quindici anni rivelandosi più dannoso che utile per la sua salute, dal momento che il dottore lo esortava a sentirsi libero di assecondare i suoi eccessi piuttosto che a gestirli. Nel febbraio 1950 l'attore si recò in Europa con i McCarthy, e a Roma conobbe gli intellettuali italiani dell'epoca -fra cui Alberto Moravia e Vittorio de Sica- con cui strinse amicizia.
Il grande successo arrivò nel 1951, con l'intensa e indimenticabile interpretazione dell'ambizioso George Eastman nel film Un posto al sole di George Stevens. Sua partner nel film fu la diciottenne Elizabeth Taylor, con la quale instaurò un forte e duraturo rapporto di amicizia e di affetto, che durerà negli anni; i giornali esaltarono l'alchimia della coppia sullo schermo e i due furono definiti dalla stampa the most beautiful couple in Hollywood.
Finite le riprese, l'attore, insofferente nei confronti dell'ambiente hollywoodiano, decise di ritornare a vivere stabilmente a New York e prese in affitto un duplex al numero 209 East della 61ma Strada, dove visse per una decina d'anni.

#### Gli anni del successo (1951-1956)

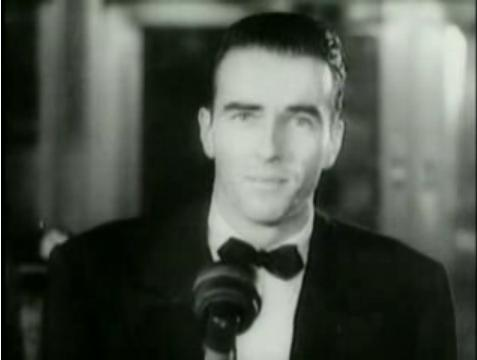
Montgomery Clift alla prima di Un posto al sole (1951)

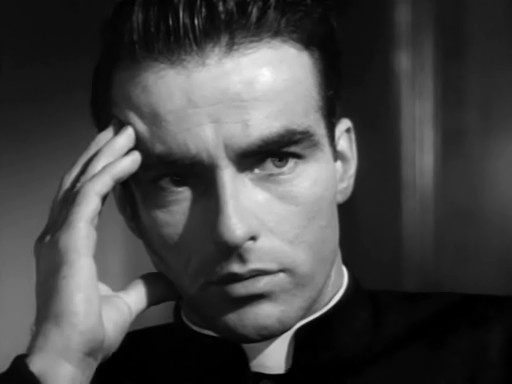
Montgomery Clift nel trailer del film Io confesso (1952)

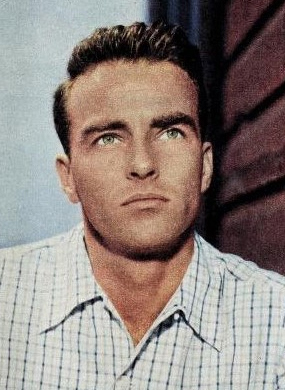
Montgomery Clift nel 1954

Un posto al sole rappresentò il definitivo lancio della carriera di Montgomery Clift, che conquistò critica e pubblico con la sua recitazione moderna e realistica e gli valse la sua seconda candidatura agli Oscar. Da questo momento molti registi iniziarono a cercarlo per affidargli ruoli psicologicamente complessi, con cui il giovane attore consoliderà la sua fama negli anni successivi.
In Io confesso (1952) di Alfred Hitchcock, girato fra l'agosto e l'ottobre del 1952 a Québec, Clift rese con efficacia il tormento interiore di Padre Logan, un prete cattolico accusato ingiustamente di omicidio, ma che ha ricevuto in confessione il vero nome dell'assassino. L'attore si preparò scrupolosamente per il ruolo, imparando addirittura la messa in latino, ma la sua tecnica di recitazione basata sull'improvvisazione si scontrò con gli scrupolosi storyboard del regista inglese, che invece preferiva lavorare con una pianificazione rigorosa delle riprese ed esigeva che gli attori facessero esattamente quello che lui voleva. “Era Clift che dirigeva me... non mi era mai capitato” dirà Hitchcock anni dopo. Il film non convinse pubblico e critica, ma fu molto apprezzato dai registi della Nouvelle Vague francese e oggi è ampiamente rivalutato.
Subito dopo Vittorio De Sica, che aveva stretto amicizia con Clift due anni prima ed era rimasto molto impressionato dalla performance dell'attore in Io confesso, lo volle in Stazione Termini (1953), una coproduzione italoamericana girata a Roma nell'autunno del 1952. L'attore fu a lungo indeciso se accettare il ruolo; la lavorazione del film fu difficoltosa - le riprese avvenivano di notte nella stazione chiusa al pubblico - e sul set la coprotagonista Jennifer Jones (moglie del produttore del film David O. Selznick) s'innamorò di Clift e rimase esterrefatta quando seppe che era omosessuale. Anche questo film, nonostante la sceneggiatura di Cesare Zavattini e la collaborazione di Truman Capote ai dialoghi, lasciò tiepidi sia il pubblico sia la critica.
Finite le riprese di Stazione Termini, Fred Zinnemann, che lo aveva già diretto cinque anni prima in Odissea tragica, lo richiamò per affidargli il ruolo del soldato Prewitt nel dramma bellico Da qui all'eternità (1953), contro il volere del produttore Harry Cohn che trovava l'attore poco virile e gli avrebbe preferito Aldo Ray. Nella primavera del 1953 volò quindi alle Hawaii e raggiunse il resto del cast, in cui figuravano anche Burt Lancaster, Deborah Kerr e Frank Sinatra. Clift si calò entusiasticamente nel ruolo, prendendo lezioni di boxe, imparando a suonare la tromba (benché sia stato poi doppiato in queste scene), e bevendo pesantemente sul set; con il suo entusiasmo spronò anche i colleghi, incitandoli a dare il meglio delle loro potenzialità, e fu particolarmente prodigo di consigli con Sinatra, qui al suo primo ruolo drammatico, che gli fu profondamente riconoscente. Il film fu un grandissimo successo di pubblico e critica, ottenne otto premi Oscar e fece guadagnare a Clift una nuova candidatura come miglior attore, ma la statuetta andò a William Holden per Stalag 17.
Benché all'apice della sua carriera, l'attore, spossato dopo aver girato tre film impegnativi in pochi mesi e deluso dalla mancata vittoria dell'Oscar, si prese una pausa di riflessione finendo per restare per tre anni lontano dai set; estremamente selettivo nei confronti dei copioni che gli venivano proposti, rifiutò ruoli da protagonista in film come Fronte del porto e La valle dell'Eden, che poi ebbero molto successo e portarono alla fama i colleghi Marlon Brando e James Dean. Inoltre il suo rapporto conflittuale con Hollywood e con i produttori cinematografici lo portava a rifiutare la loro logica del profitto e le regole promozionali dello star system.  Oltre a ciò, il suo alcolismo aveva ormai raggiunto livelli preoccupanti, e i suoi amici che tentavavano di aiutarlo vennero esortati dal dottor Silverman a non interferire con i comportamenti del suo paziente.
In attesa di un copione di suo gradimento, nel 1954 riprese a recitare a Broadway nella pièce de Il gabbiano di Čechov, diretto dalla sua amica e coach di recitazione Mira Rostova. La rappresentazione lasciò tiepidi sia il pubblico - accorso numeroso- sia la critica, e fu l'ultima volta che Clift calcò il palcoscenico; il suo rapporto con la Rostova ne uscì raffreddato e le loro strade si separarono.

#### L'incidente (1956)
Fu l'amica Elizabeth Taylor a convincerlo a tornare sul set per girare insieme a lei L'albero della vita, un dramma storico ambientato all'epoca della guerra di Secessione con cui la MGM sperava di ripetere il successo di Via col vento: la Metro gli propose un contratto per tre anni e Clift accettò senza neanche leggere il copione, motivato solo dal fatto di lavorare con la sua amica.
La notte del 12 maggio 1956, di ritorno da un party in casa di Taylor a Beverly Hills, l'attore ebbe un gravissimo incidente stradale, andando a schiantarsi con la sua Chevrolet Bel Air contro un palo del telefono: fu la stessa Taylor, accorsa sul luogo dell'incidente insieme a Kevin McCarthy, Rock Hudson ed altri invitati, che si introdusse nell'auto di Clift e gli prestò i primi soccorsi, estraendogli due incisivi che gli erano finiti in gola e lo stavano soffocando. L'attrice inoltre riuscì ad impedire ai numerosi fotografi arrivati sul luogo di scattare fotografie a Clift, minacciandoli di non farli più lavorare ad Hollywood. L'attore riportò gravi ferite al volto, tra cui la frattura della mandibola, che mutarono la bellezza e l'espressività dei suoi lineamenti, facendolo sembrare invecchiato di una decina d'anni e compromettendo la mobilità della parte destra del suo volto. Questo evento, unito alla pregressa dipendenza dall'alcol, all'uso massiccio di farmaci antidolorifici ed a una forte depressione, aggravate dalla crescente frustrazione di dover nascondere la propria omosessualità al suo pubblico, lo fecero sprofondare negli anni seguenti verso un abisso di tormento e di autodistruzione: Robert Lewis, fondatore dell'Actors Studio e amico di Clift, definirà i suoi ultimi dieci anni di vita "il più lungo suicidio della storia del cinema".

#### Il declino (1956-1962)

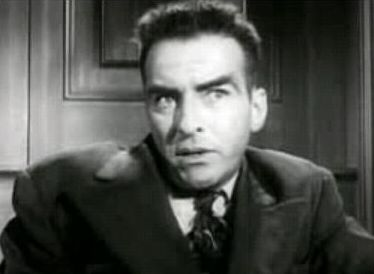
Montgomery Clift nel trailer di Vincitori e vinti (1961)

L'incidente segnò l'inizio della parabola discendente di Clift ma, nonostante le sue problematiche condizioni fisiche e psicologiche, a 36 anni l'attore continuava ad essere molto amato dal pubblico. Dopo una serie di interventi di ricostruzione del viso che lo costrinsero ad otto settimane di ricovero, tornò sul set per terminare le riprese dell'Albero della vita nell'ottobre del 1956.
Negli anni seguenti continuò a rifiutare proposte che non lo convincevano, come Guerra e pace (1956), Il ponte sul fiume Kwai (1957) e La gatta sul tetto che scotta (1958), ma fornì altre ottime interpretazioni nei film I giovani leoni (1958) di Edward Dmytryk, una delle sue performance preferite, e Improvvisamente, l'estate scorsa (1959) di Joseph L. Mankiewicz, ancora accanto ad Elizabeth Taylor e Katharine Hepburn.
Nel 1959 un incendio distrusse l'appartamento in cui viveva in affitto a New York e l'attore acquistò la casa in cui avrebbe abitato fino alla sua morte, al numero 217 East della 17ma Strada. Successivamente si recò in Nevada per girare Gli spostati (1961) di John Huston, un western revisionista tratto da una sceneggiatura di Arthur Miller e interpretato insieme a Marilyn Monroe, Clark Gable ed Eli Wallach. Le riprese del film furono pesantemente condizionate dalle problematiche condizioni fisiche e psicologiche della Monroe, che faceva abuso di farmaci ed era costantemente in ritardo sul set, creando nervosismi e malumori nella troupe; fra l'attrice e Clift nacque una complicità che portò la Monroe a definire il collega come "la sola persona che conosco che stia peggio di me". Clift diede in questo film una delle sue performance più celebri, la struggente telefonata del suo personaggio Perce alla madre in una cabina telefonica, in cui accenna anche al suo incidente e alla mandibola fratturata. Gli spostati segnò l'ultima apparizione sullo schermo per Clark Gable e per Marilyn Monroe, e una delle ultime per Montgomery Clift, che girò solo altri tre film dopo di questo.
Pubblico e critica rimasero impressionati nel vedere l'attore in Vincitori e vinti (1961) di Stanley Kramer, in cui ritrasse il tormentato Rudolph Petersen, testimone degli orrori nazisti al processo di Norimberga. Clift non volle alcun compenso per il suo piccolo ruolo (eccetto le spese), ma sul set ebbe ancora problemi a ricordare la sua parte e Kramer lo lasciò libero di improvvisare: il risultato fu un'intensa performance di dodici minuti che gli valse la quarta candidatura agli Oscar, ad un Golden Globe, ad un premio BAFTA e ad un Laurel Award.

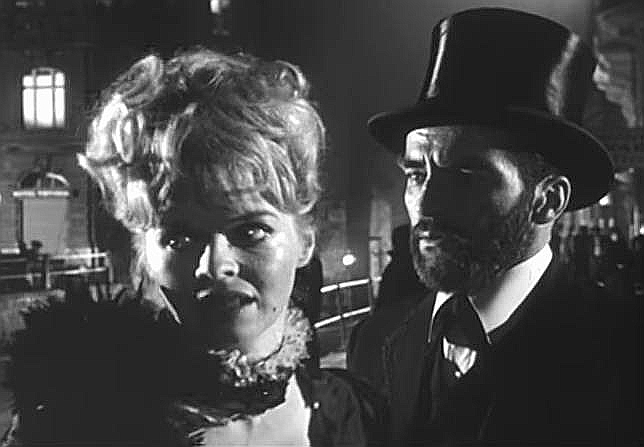
Susannah York e Montgomery Clift nel trailer di Freud- passioni segrete di John Huston (1962)

Subito dopo John Huston, che aveva molto apprezzato il lavoro di Clift ne Gli spostati e aveva sviluppato verso di lui atteggiamenti paterni, lo volle nel film Freud - Passioni segrete (1962), come interprete del padre della psicoanalisi: il progetto prevedeva una monumentale sceneggiatura scritta dal filosofo Jean-Paul Sartre, poi scartata per l'eccessiva lunghezza, e la presenza nel cast di Marilyn Monroe, che però rifiutò l'offerta per non lavorare nuovamente con Huston e ammonì il collega a fare altrettanto. Le riprese si svolsero a Monaco e a Vienna nel 1961 e i rapporti fra l'attore ed il regista si deteriorarono rapidamente, rendendo difficoltosa la lavorazione del film: i problemi di Clift con l'alcol e i farmaci, la sua salute precaria, i suoi vuoti di memoria e persino la sua omosessualità esasperarono Huston, che reagì con atteggiamenti sadici e persecutori nei confronti dell'attore, imponendogli riprese non necessarie e scene pericolose senza controfigura.
Le riprese finirono per durare cinque mesi e costarono alla Universal quasi quattro milioni di dollari, il doppio di quanto preventivato, il che portò la casa di produzione a fare causa all'attore incolpandolo dei ritardi; in tribunale Clift controbatté affermando che il copione era stato modificato continuamente per volontà di Houston, impedendogli di memorizzarlo, e che le luci eccessive del set gli avevano danneggiato la vista provocandogli la cataratta. L'attore infine vinse la causa ed ebbe un sostanzioso risarcimento. Nonostante gli incassi dei film non riuscissero a coprire i costi di produzione, il film ottenne recensioni generalmente positive e guadagnò due candidature agli Oscar e quattro ai Golden Globe. Per promuovere il film nel 1963 Clift fece anche due rare apparizioni in televisione come ospite, nel quiz What's My Line? e al Merv Griffin Show.
A causa delle sue precarie condizioni di salute, i suoi familiari insistettero affinché l'attore assumesse un assistente personale, Lorenzo James, che potesse abitare con lui facendogli anche da infermiere.

#### Gli ultimi anni e la morte (1963-1966)
Il processo con la Universal, benché risolto in suo favore, finì tuttavia per danneggiare la reputazione di Montgomery Clift e negli anni seguenti la sua vita si fece ancora più difficile: i molteplici problemi di salute, la dipendenza dai farmaci e l'aggravarsi della depressione personale lo avevano reso un attore poco gradito a Hollywood, che riteneva la sua carriera praticamente finita. Non ricevendo più scritture di suo gradimento, lavorò principalmente come voce recitante (nella registrazione su disco de Lo zoo di vetro nel 1964 per la Caedmon Records, e nel documentario televisivo William Faulkner's Mississippi nell'aprile del 1965). Dopo quattro anni lontano dagli schermi, assenza che lo aveva ulteriormente avvilito, nel 1966 la sua amica di sempre Liz Taylor riuscì ad imporlo come suo co-protagonista per il film Riflessi in un occhio d'oro, tratto da un torbido dramma di Carson McCullers, arrivando a fare da garante con il suo budget per eventuali problemi causati dalle condizioni di Clift alla produzione.
Per prepararsi al ritorno sul set dopo quattro anni di forzata inattività, l'attore accettò una parte in un thriller spionistico a basso costo di produzione franco-tedesca, L'affare Goshenko. Diretto da Raoul Lévy, al fianco del suo ex Roddy McDowell, il film fu girato nell'allora Germania Ovest tra il febbraio e l'aprile del 1966 e Clift, nonostante le sue non ottimali condizioni di salute, girò in prima persona le scene più impegnative, incluso un bagno nell'Elba in pieno inverno. L'affare Goshenko resterà il suo ultimo film e uscirà postumo nell'autunno successivo; benché il film abbia avuto solo un modesto successo al botteghino, la performance di Clift fu come al solito apprezzata.
Tornato a New York nel giugno del 1966, Clift avrebbe dovuto iniziare a girare Riflessi in un occhio d'oro ad agosto, ma, a causa di un attacco cardiaco, l'attore morì improvvisamente nel suo appartamento il 23 luglio 1966 all'età di 45 anni: la sua parte nel film venne affidata a Marlon Brando.
È sepolto nel Cimitero Quacchero di Prospect Park, a Brooklyn.

## Premi e riconoscimenti
- Premio Oscar

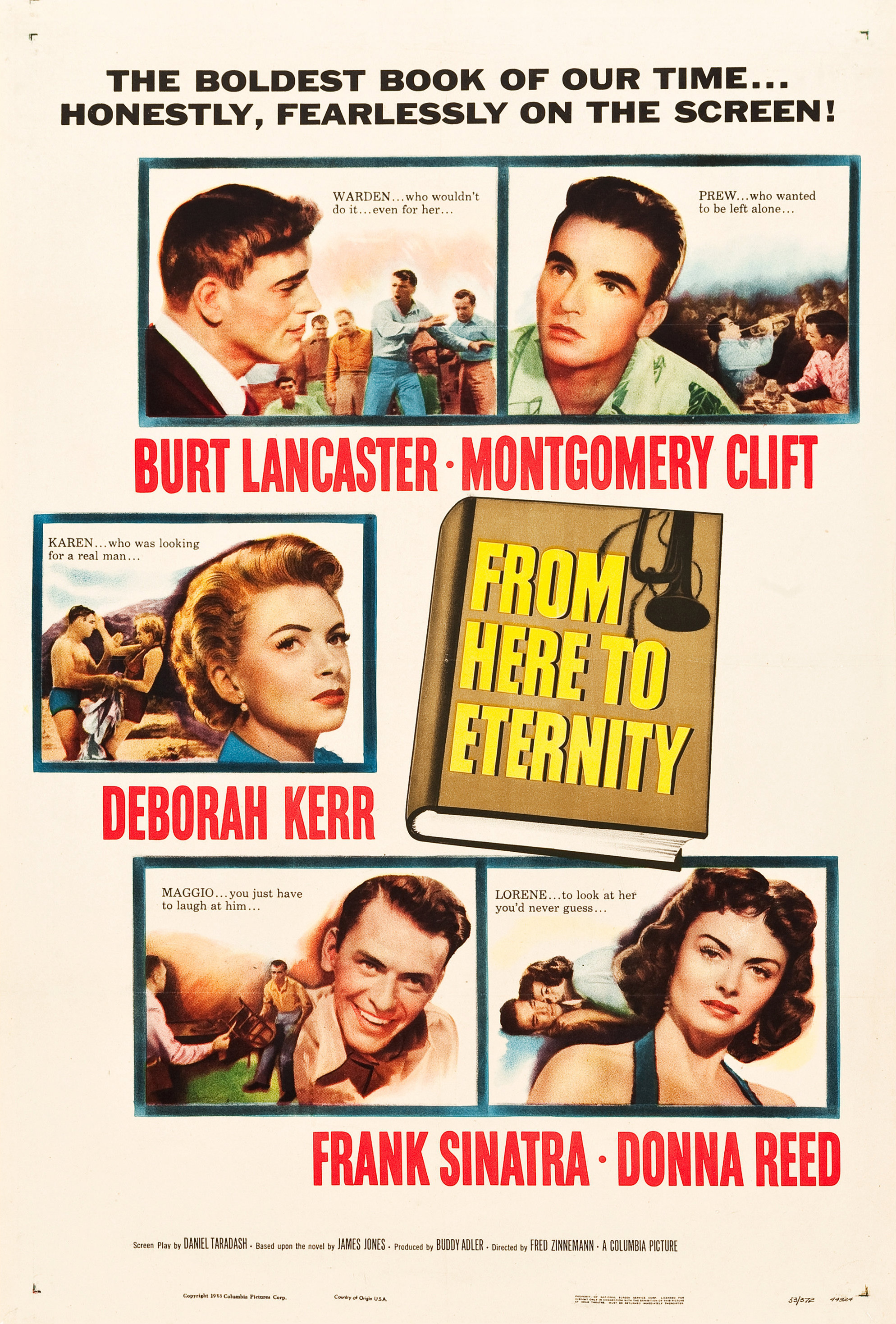
Manifesto americano del film Da qui all'eternità (1953)

  - 1949 – Candidato per il miglior attore per Odissea tragica
  - 1952 – Candidato per il miglior attore per Un posto al sole
  - 1954 – Candidato per il miglior attore per Da qui all'eternità
  - 1962 – Candidato per il miglior attore non protagonista per Vincitori e vinti
- Golden Globe
  - 1962 – Candidato per il miglior attore non protagonista per Vincitori e vinti
- Premi BAFTA
  - 1962 – Candidato per il miglior attore non protagonista per Vincitori e vinti
- Laurel Awards
- 1962 – Candidato per il miglior attore non protagonista per Vincitori e vinti

Nel 1960, a Montgomery Clift è stata dedicata una stella nell'Hollywood Walk of Fame, al n.6104 dell'Hollywood Boulevard.

## Omaggi e citazioni
Il gruppo punk The Clash ha reso omaggio all'attore con il brano The Right Profile (composto da Strummer e Jones), dal famoso album London Calling (1979).
La band new wave Random Hold ha inciso il brano Montgomery Clft (in cui si parla della presunta abitudine dell'attore di sedersi sui davanzali delle finestre dei grattacieli) nell'album Etceteraville (1980).
Anche il gruppo americano dei R.E.M. gli ha dedicato una canzone: Monty got a raw deal, dall'album Automatic for the People (1992).
Nel film Trainspotting (1996) si vede il protagonista, interpretato da Ewan McGregor, che legge una biografia di Montgomery Clift.
Nel film Hollywood Mouth 2 di Jordan Mohr (2014), il suo ruolo è stato interpretato da Alexander Des Combes.
Nel 2015 è stato annunciato che Matt Bomer avrebbe dovuto interpretare Clift in un film biografico per la HBO incentrato sulla sua amicizia con Elizabeth Taylor, ma il progetto è attualmente sospeso. Precedentemente, anche il regista Sidney Lumet avrebbe progettato un film su Clift basato sulla biografia scritta da Patricia Bosworth nel 1978, ma esso non venne mai realizzato.
Nel 2018 è uscito Making Montgomery Clift, un documentario diretto da suo nipote Robert Clift che rettifica molti luoghi comuni sulla vita dell'attore.
Nel film Zeroville, di James Franco (2019), Montgomery Clift appare come personaggio, interpretato da Dave Franco. Nel film compaiono anche alcune scene tratte da Un posto al sole.
Nel film As Long As I'm Famous di Bruce Reisman (2019), Montgomery Clift è interpretato da Gavin Adams; il film racconta i retroscena della Hollywood degli anni Quaranta attraverso gli occhi di un giovane Sidney Lumet.

## Filmografia

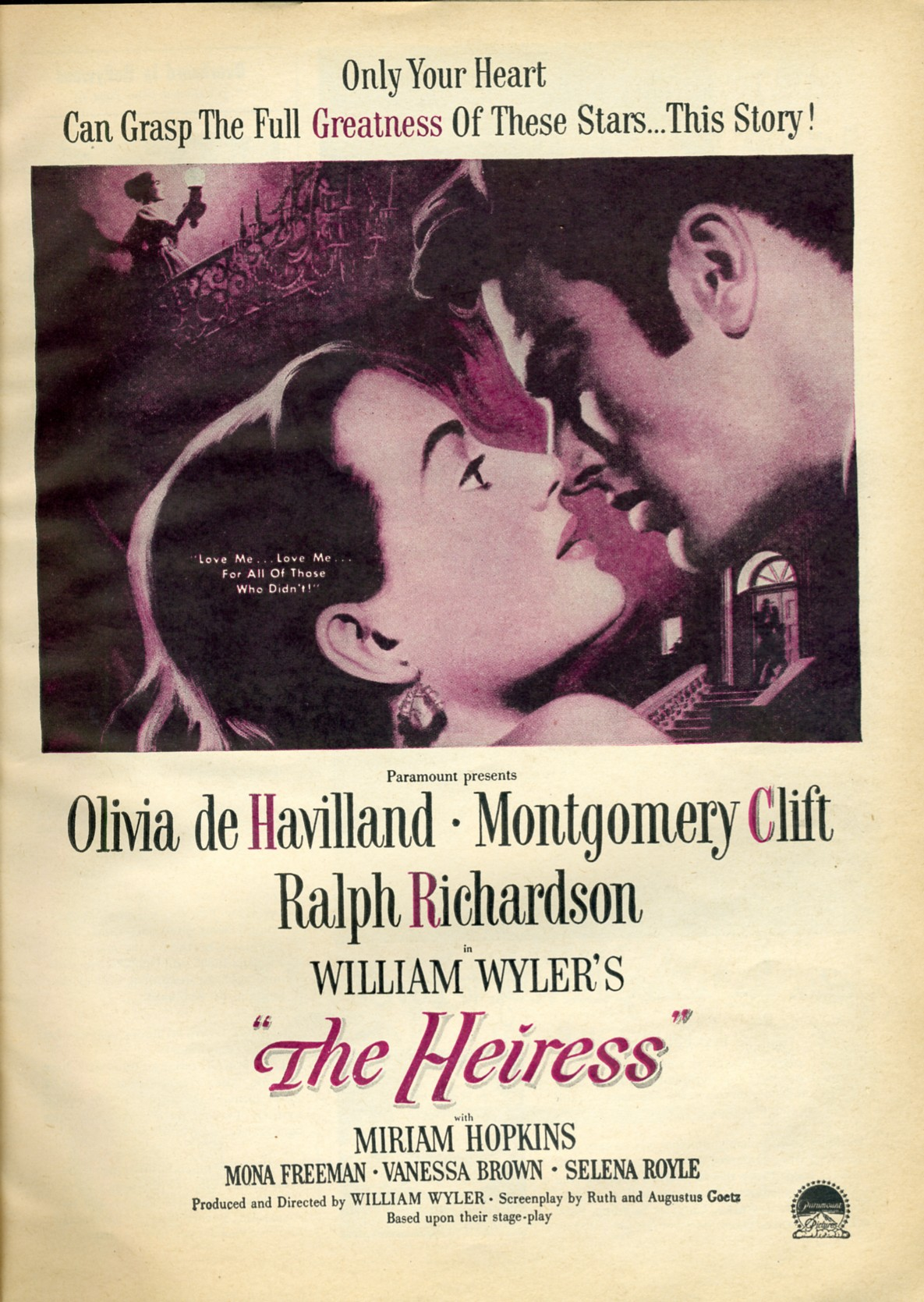
Manifesto americano de L'ereditiera (1949)

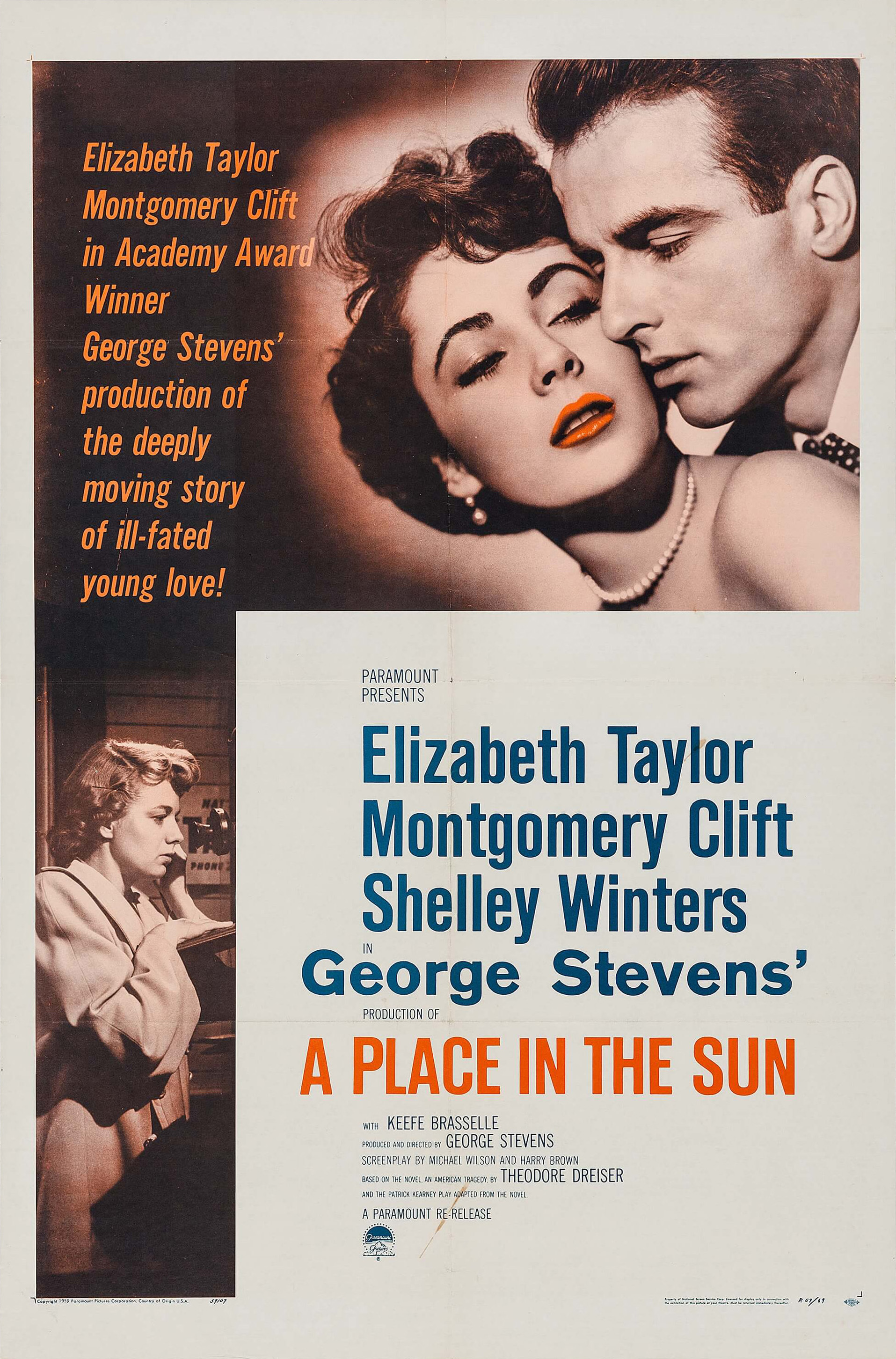
Manifesto americano di Un posto al sole (1951)

- Odissea tragica (The Search), regia di Fred Zinnemann (1948)
- Il fiume rosso (Red River), regia di Howard Hawks (1948)
- L'ereditiera (The Heiress), regia di William Wyler (1949)
- La città assediata (The Big Lift), regia di George Seaton (1950)
- Un posto al sole (A Place in the Sun), regia di George Stevens (1951)
- Io confesso (I Confess), regia di Alfred Hitchcock (1953)
- Stazione Termini, regia di Vittorio De Sica (1953)
- Da qui all'eternità (From Here to Eternity), regia di Fred Zinnemann (1953)
- L'albero della vita (Raintree County), regia di Edward Dmytryk (1957)
- Non desiderare la donna d'altri (Lonelyhearts), regia di Vincent J. Donehue (1958)
- I giovani leoni (The Young Lions), regia di Edward Dmytryk (1958)
- Improvvisamente, l'estate scorsa (Suddenly, Last Summer), regia di Joseph L. Mankiewicz (1959)
- Fango sulle stelle (Wild River), regia di Elia Kazan (1960)
- Gli spostati (The Misfits), regia di John Huston (1961)
- Vincitori e vinti (Judgment at Nuremberg), regia di Stanley Kramer (1961)
- Freud, passioni segrete (Freud: The Secret Passion), regia di John Huston (1962)
- L'affare Goshenko (L'éspion), regia di Raoul Lévy (1966)

### Film e documentari su Montgomery Clift
- Le dee dell'amore (The Love Goddesses) documentario di Saul J. Turell - filmati di repertorio (1965)
- Montgomery Clift, documentario di Claudio Masenza (1983)[58]
- Making Montgomery Clift, documentario di Robert Anderson Clift e Hillary Demmon (2018)[54]
- As Long As I'm Famous, regia di Bruce Reisman (2019)

## Teatro
- Fly Away Home di Dorothy Bennett ed Irving White, regia di Thomas Mitchell. 48th Street Theatre di Broadway (1935)
- Jubilee libretto di Moss Hart, colonna sonora di Cole Porter, regia di Hassard Short. Imperial Theatre di Broadway (1935)
- Yr. Obediente Husband di Horace Jackson, regia di John Cromwell. Broadhurst Theatre di Broadway (1938)
- Eye on the Sparrow di Maxwell Selser, regia di Antoinette Perry. Vanderbilt Theatre di Broadway (1938)
- Dame Nature di Patricia Collinge, regia di C. Worthington Miner. Booth Theatre di Broadway (1938)
- The Mother di Karel Capek, regia di Miles Malleson, con Alla Nazimova. Lyceum Theatre di Broadway (1939)
- There Shall Be No Night di Robert E. Sherwood, regia di Alfred Lunt. Alvin Theatre di Broadway (1940)
- La famiglia Antrobus di Thornton Wilder, regia di Elia Kazan. Plymouth Theatre di Broadway (1942)
- Piccola città di Thornton Wilder, regia di Jed Harris e Wesley McKee. City Center di Broadway (1944)
- The Searching Wind di Lillian Hellman, regia di Herman Shumlin. Fulton Theatre di Broadway (1944)
- Foxhole in the Parlor di Elsa Shelley, regia di John Haggott. Booth Theatre ed Ethel Barrymore Theatre di Broadway (1945)
- You Touched Me di Tennessee Williams e Donald Windham, regia di Guthrie McClintic. Booth Theatre di Broadway (1945)
- Il gabbiano di Anton Čechov, regia di Mira Rostova. Phoenix Theatre dell'Off Broadway (1954)

## Doppiatori italiani
- Giuseppe Rinaldi in Il fiume rosso, Non desiderare la donna d'altri, Improvvisamente l'estate scorsa, Fango sulle stelle, Gli spostati, Freud - Passioni segrete
- Giulio Panicali in L'ereditiera, La città assediata, Un posto al sole, Io confesso, Stazione Termini, Da qui all'eternità
- Gianfranco Bellini in Odissea tragica, Vincitori e vinti
- Pino Locchi in L'albero della vita
- Nando Gazzolo in I giovani leoni
- Luciano Melani in L'affare Goshenko